# Михаел Регенер
Михаел Регенер (на немски: Michael Regener) е бивш вокалист на германската неонацистка музикална група „Ландзер“.
Регенер не крие нетърпимостта си към евреите и чужденците в Германия. Сред заглавия на албумите с негово участие са „Райхът ще се завърне“ и „Убий врага“.
През месец декември 2003 година, музикалната група „Ландзер“ е обявена за престъпна заради „разпространение на расова омраза“, а Регенер е осъден на повече от 3 години и 4 месеца затвор.
На 21 октомври 2006 година над 750 неонацисти начело с „NPD“ организират митинг близо до затвора „Тегел“ в Берлин, в подкрепа на Регенер. На 27 февруари 2008 година Михаел Регенер излиза на свобода.